# Genji: Days of the Blade
Genji: Days of the Blade, connu au Japon sous le nom de Genji: Kamui Sōran (GENJI -神威奏乱-, GENJI -Kamui Sōran-, lit. Genji: the Godly Disturbance), est un jeu d’action sur PlayStation 3, sorti pour la première fois au Japon le 10 novembre 2006.
Les évènements de Genji: Days of the Blade prennent place trois ans après ceux de Genji: Dawn of the Samurai. Le clan Heishi, apparemment vaincu à la fin de Dawn of the Samurai, est de retour, sa force militaire étant soutenue par l'utilisation de magie impie qui permet à ses légions de soldats à se transformer en immenses démons. Yoshitsune et son  fidèle ami Benkei doit en découdre avec l’armée nouvellement restaurée du clan Heishi armée ; cette fois-ci, cependant, ils gagnent deux puissants alliés : la prêtresse Shizuka Gozen et le porteur de lance, Lord Buson. Comme le jeu précédent, il est basé sur l'histoire japonaise.
Le jeu est tristement célèbre pour le démarrage, consistant à abattre un crabe géant, ce qui contraste avec l’ambiance historique du titre.

### Critiques et notations
1. ↑  (fr) Puyo, « Test Genji : Days of the Blade - PlayStation 3 », sur Gamekult, 21 mars 2007 (consulté le 2 août 2011).

### Autres notes et références
- (en) Cet article est partiellement ou en totalité issu de l’article de Wikipédia en anglais intitulé « Genji: Days of the Blade » (voir la liste des auteurs).

1. ↑  (en) « Genji: Days of the Blade Release Information for PlayStation 3 », sur GameFAQs (consulté le 2 août 2011).